# 美霞洞渓谷
美霞洞渓谷（みかどけいこく）は、香川県仲多度郡まんのう町の土器川の支流・明神川にある渓谷であり、讃岐十景に選ばれている。

## 概要
渓谷沿いには遊歩道が整備されており、近くにある温泉は、平賀源内により紹介されている。

## 美霞洞渓谷の景勝地
- 仙通橋
- 不及亭
- 宮岳
- 夫婦岩
- 雌雄淵
- 釜瀑布
- 見返り岩
- 桜園

## ギャラリー

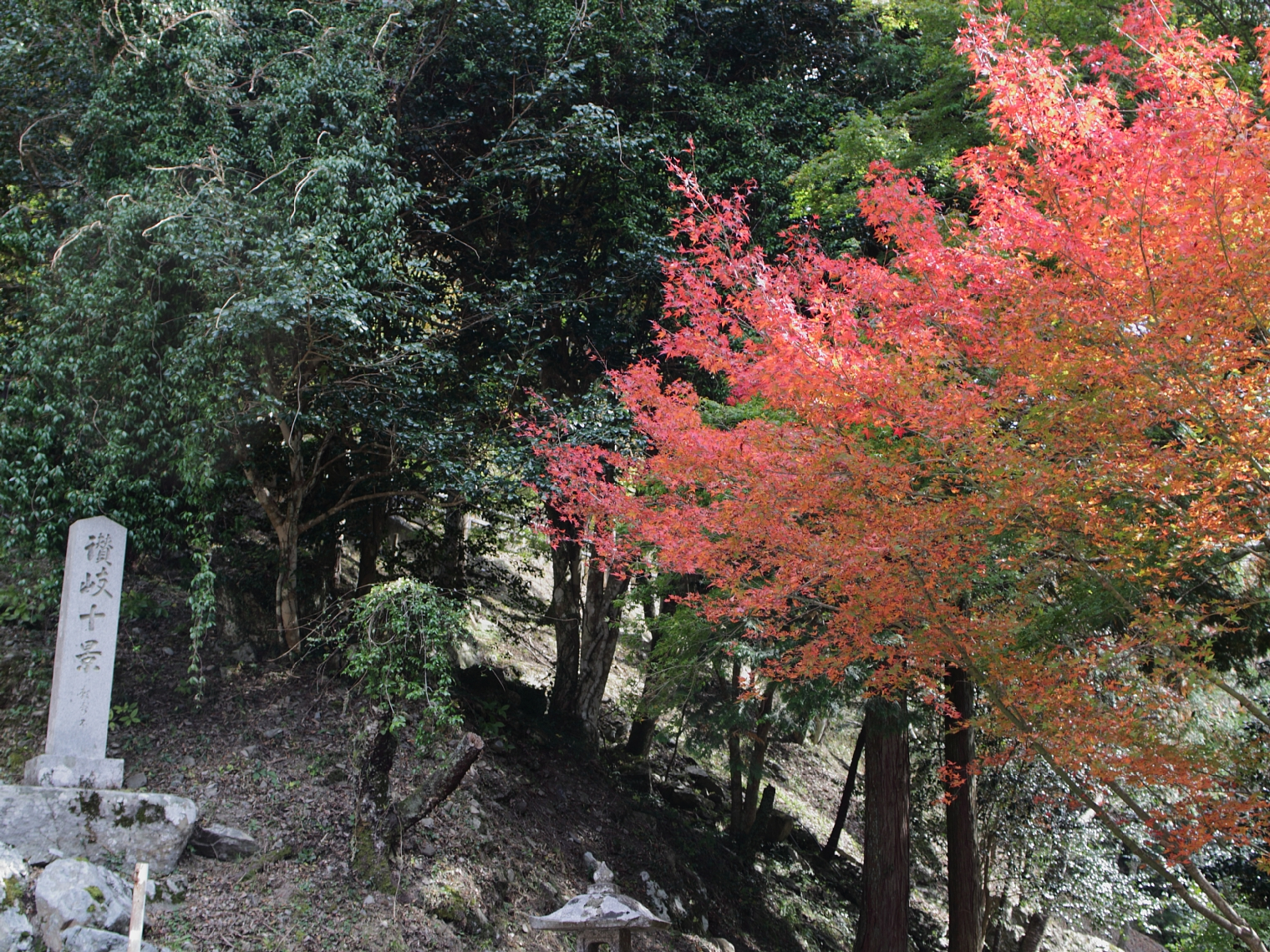
讃岐十景石柱と紅葉